# Samak Sundaravej
Samak Sundaravej (wym. sa mak sun to:n vét; ur. 13 czerwca 1935, zm. 24 listopada 2009) – tajski polityk, lider Partii Władzy Ludu (Palang Prachachon) od 24 sierpnia 2007. Premier Tajlandii od 28 stycznia do 9 września 2008, usunięty z urzędu przez Sąd Konstytucyjny za naruszenie przepisów konstytucji.

## Młodość i rodzina
Samak urodził się w Bangkoku. Miał pięcioro rodzeństwa. Uczył się w St. Gabriel College oraz w Assumption Commercial College. Studiował na Uniwersytecie Thammasat oraz Uniwersytecie Chulalongkorn.
Samak Sundaravej był żonaty z Khunying Surat Sundaravej, doradcą finansowym. Miał dwoje dzieci.

## Kariera polityczna
- Członek Partii Demokratycznej (1968-1976)
- Członek parlamentu (1973-1975, 1976, 1979-1983, 1986-1990, 1992-2000)
- Założyciel oraz lider Partii Prachakornthai (Tajska Partia Ludowa) (1979-2000)
- wiceminister rolnictwa i spółdzielczości (1975-1976)
- wiceminister spraw wewnętrznych (1976)
- minister spraw wewnętrznych (1976-1977)
- minister transportu (1983-1986, 1990-1991)
- gubernator Bangkoku (2000-2003)
- senator (2006, parlament rozwiązany w wyniku zamachu stanu)
- lider Partii Władzy Ludu (2007-nadal)
- premier Tajlandii (2008)

## Lider partii i premier
30 maja 2007 nakazem Sądu Najwyższego partia byłego premiera Thaksina Shinawatry Thai Rak Thai, została rozwiązana i wykluczona z uczestnictwa w nadchodzących wyborach. 29 lipca 2007 część dawnych działaczy tej partii postanowiło ubiegać się o mandat parlamentarny pod szyldem nowej partii i w tym celu powołało do życia nowe ugrupowanie, Partia Władzy Ludu (PPP, Palang Prachachan).
24 sierpnia 2007 Samak Sundaravej został wybrany liderem nowej partii. W wyborach parlamentarnych 23 grudnia 2007 partia Palang Prachachan odniosła zwycięstwo, zdobywając 228 miejsc w 480-osobowym parlamencie. Jego partia utworzyła koalicję z pięcioma mniejszymi ugrupowaniami. 28 stycznia 2008 parlament powołał go na stanowisko szefa rządu. 6 lutego 2008 zaprzysiężony został gabinet, w którym Sundarvej objął tekę ministra obrony.
18 czerwca 2008 opozycyjna Partia Demokratyczna wysunęła wotum nieufności wobec premiera i 7 ministrom. 27 czerwca 2008 parlament większością głosów zdołał odrzucić wotum nieufności.
8 lipca 2008 rząd Sundaraveja znalazł się ponownie w kryzysie po tym, jak Sąd Konstytucyjny orzekł, iż minister spraw zewnętrznych Noppadom Pattama, złamał konstytucję z powodu nieuzyskania zgody parlamentu przed podpisaniem porozumienia z Kambodżą. Pattama podpisał w czerwcu 2008 porozumienie, w którym poparł władze Kambodży we wpisaniu przygranicznej świątyni Preah Vihear na Listę światowego dziedzictwa UNESCO. Świątynia ta od lat pozostaje obiektem sporów między Tajlandią a Kambodżą, do której prawnie przynależy.

## Kryzys polityczny 2008 i rezygnacja

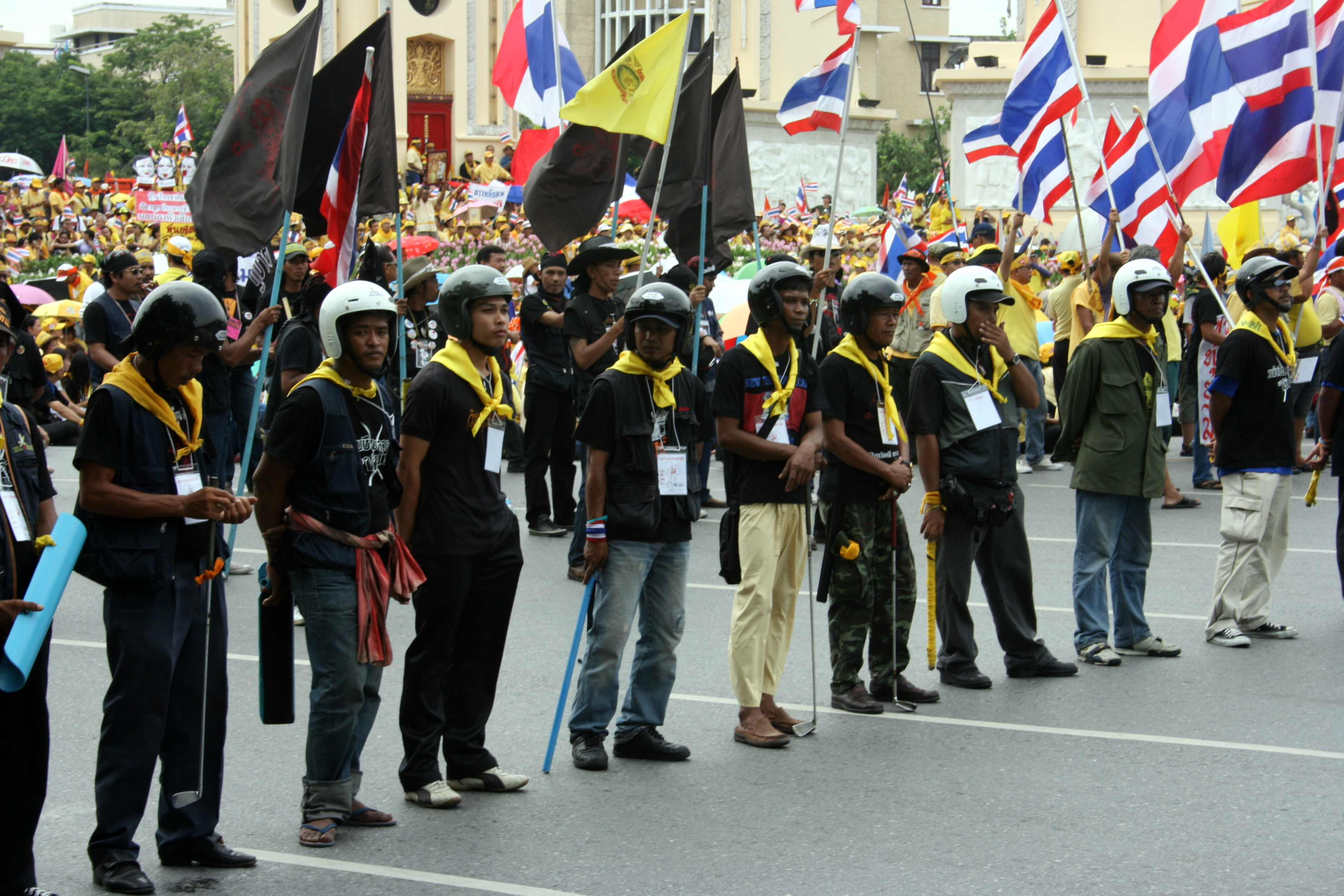
Protestujący na ulicach Bangkoku, sierpień 2008.

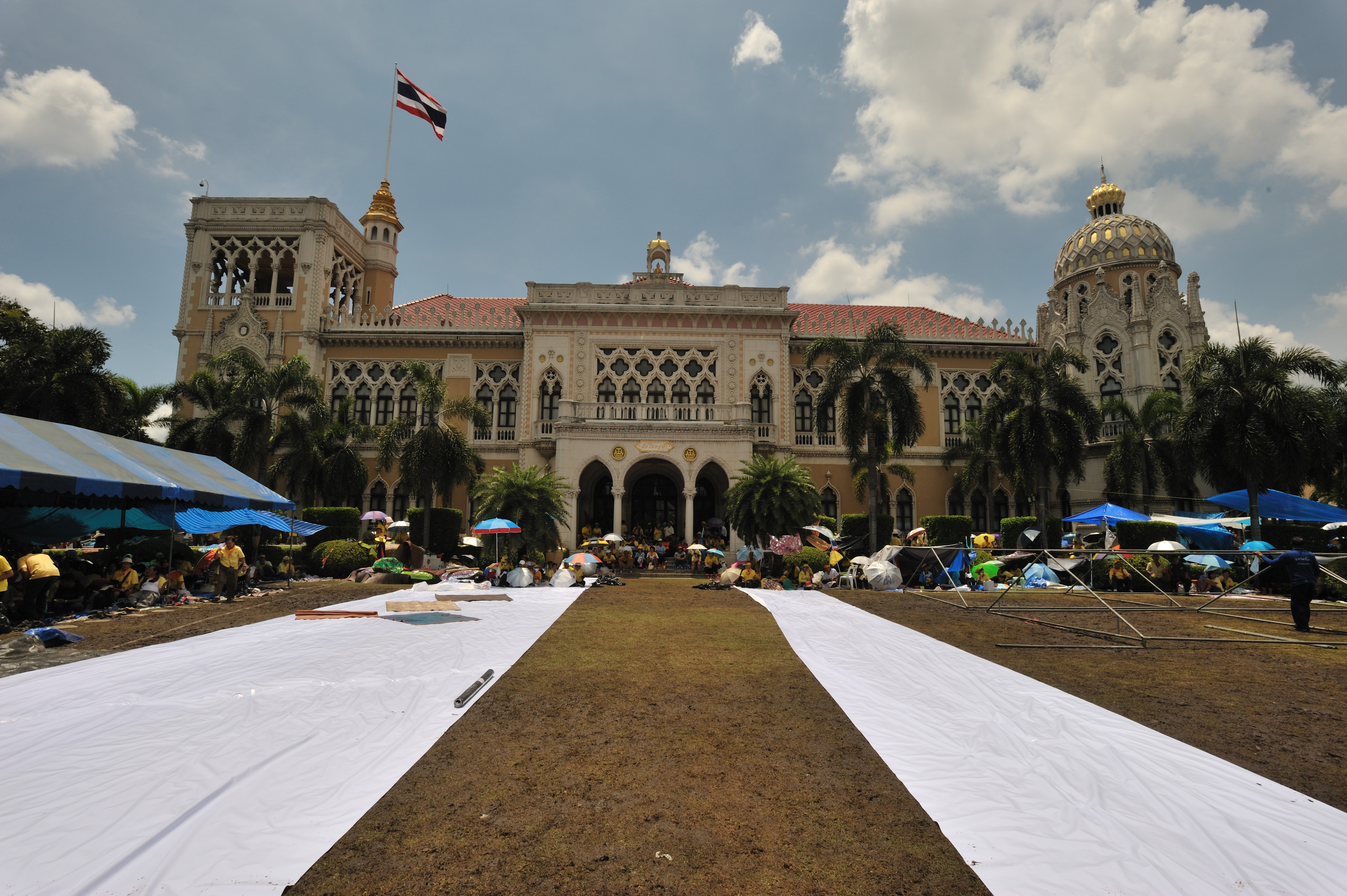
Protesty przed siedzibą rządu, Bangkok 2008.

26 sierpnia 2008 na masową skalę rozpoczęły się w Bangkoku protesty uliczne, którym przewodził Sojusz Ludowy na rzecz Demokracji (PAD, People's Alliance for Democracy). Protestujący domagali się ustąpienia premiera Sundaraveja z urzędu. Otoczyli siedzibę rządu oraz zablokowali główne lotniska w kraju. 28 sierpnia 2008 Samak Sundaravej zobowiązał się do nieużywania siły wobec protestantów, a dwa później po spotkaniu z królem Bhumibolem Adulyadejem wykluczył możliwość swojej rezygnacji.
1 września 2008 w nocnych zamieszkach między grupami zwolenników i przeciwników rządu zginęła jedna osoba. 2 września 2008 rząd ogłosił stan wyjątkowy, który zakazywał publicznych zgromadzeń. Nie przerwało to jednak protestów. 4 września 2008 Sundaravej w odpowiedzi na protesty zaproponował zorganizowanie narodowego referendum na temat dymisji rządu i rozwiązania parlamentu.
9 września 2008 Sąd Konstytucyjny stwierdził złamanie przez Sundaraveja art. 267 konstytucji, który zabrania uzyskiwania przez premiera dodatkowych dochodów ze źródeł prywatnych. Samak Sundaravej przez siedem lat był zatrudniony i występował w kulinarnym show telewizyjnym "Tasting and Grumbling" w telewizji Thailand ITV. Po objęciu urzędu premiera pracował w programie jeszcze przez dwa miesiące, co stanowiło naruszenie prawa. Sąd nakazał natychmiastową rezygnację premiera z zajmowanego urzędu, nie zabronił jednak objęcia tej funkcji ponownie w przyszłości. Tego samego dnia pełniącym obowiązki premiera został wicepremier Somchai Wongsawat.
11 września 2008 Partia Władzy Ludu (PPP) postanowiła przywrócić władzę swojego lidera. Propozycji tej sprzeciwili się jednak koalicjanci PPP oraz część jej własnych członków. 12 września 2008 parlament Tajlandii nie zdołał wybrać nowego szefa rządu z powodu bojkotu jego sesji i braku wymaganego kworum. Tego samego dnia Sundaravej w porozumieniu z partią PPP zrezygnował z ponownego ubiegania się o urząd premiera. 15 września 2008 Partia Władzy Ludu nowym kandydatem do stanowiska premiera mianowała Somchaia Wongsawata, który dwa dni później uzyskał akceptację parlamentu.
24 listopada 2009 Samak Sundaravej zmarł w szpitalu w Bangkoku. Przez rok zmagał się z nowotworem wątroby.